# Ники Хилтон
Ники Оливија Хилтон (енгл. Nicky Olivia Hilton; Њујорк, 5. октобар 1983) је амерички модел и наследница дела Хилтон хотелског ланца и око 5% до 15% очевог богатства у некретнинама и инвестицијама.
Она је друго дете Ричарда Хилтона и Кети Хилтон. Њена сестра и два брата су Парис Хилтон, Барон Хилтон и Конрад Хилтон. Са мајчине стране, Ники Хилтон је нећака двају популарних ликова 1970-их година, Ким Ричардса и Кајла Ричардса. Баба и деда су јој Барон Хилтон и Мерлин Хаули. Она дели надимак од дединог брата Конрада, „Ники“ Хилтон, који је умро 14 године пре њеног рођења. Процена имовине Барона Хилтона се процењује око 1.000.000.000 $, од тога Ники наслеђује око 50.000.000$.
Ники је живела на разним местима током детињства, укључујући Waldorf-Astoria Hotel на Менхетну, Беверли Хилсу, Хамптону на Лонг Ајленду. Тренутно њени родитељи поседују вилу на Бел Еру у Калифорнији (10.000.000$), имање у Хемптонима (6.300.000$) као и кућу на Беверли Хилсу (3.000.000$) у којој Ники и њена сестра Парис живе и која им омогућава приватност и приступ клубовима Лос Анђелеса.
Ники и њена сестра Парис су познате по вођењу јавног, џет-сет живота, иако се Ники труди да не привлачи толику пажњу. Њене главне преокупације укључују манекенство, јавни живот и дизајнирање торби, на чему заради око 1.000.000$ годишње.
Ники се удала, 14. августа 2004. године, за Тода Ендру Мајстера, менаџера из Њујорка, у Лас Вегасу са Бижон Филипс и Таром Рид као деверушама, мада је брак поништен убрзо после церемоније.